# Dick Edwards (cầu thủ bóng đá)
Richard Thomas Edwards (sinh ngày 20 tháng 11 năm 1942) là một cựu cầu thủ bóng đá người Anh thi đấu ở vị trí trung vệ.
Ông cũng là một nhạc sĩ nhạc đồng quê và phát hình nhiều album và đĩa đơn, bao gồm "Torquay United's War Cry" khi còn là cầu thủ cho câu lạc bộ này vào năm 1972.